# Cratyna ultima
Cratyna ultima är en tvåvingeart som beskrevs av Pekka Vilkamaa och Heikki Hippa 2005. Cratyna ultima ingår i släktet Cratyna och familjen sorgmyggor.
Artens utbredningsområde är Finland. Inga underarter finns listade i Catalogue of Life.